# Роберти, Франческо (политик)
Франческо Роберти (итал. Francesco Roberti; род. 15 июня 1967, Монтефальконе-нель-Саннио, Молизе) — итальянский политик, член партии Вперёд, Италия. Губернатор Молизе (с 2023).

## Биография
Родился 15 июня 1967 года в Монтефальконе-нель-Саннио (окончил Флорентийский университет с квалификацией специалиста по электронике, впоследствии преподавал в государственном техническом колледже «Майорана» в Термоли). Работал инженером, занимался инфраструктурными проектами, разработкой программного обеспечения для промышленных предприятий. Также является специалистом по проектированию объектов возобновляемой энергетики, сотрудничал с государственными структурами, в том числе с Национальным исследовательским советом, в области разработки систем дистанционного контроля и управления. В ноябре 2001 года при поддержке партии «Вперёд, Италия» впервые избран в коммунальный совет Термоли, где возглавил партийную фракцию. Оставался муниципальным депутатом без перерывов до 2018 года (в 2009—2013 годах состоял в партии Народ свободы, в которую влилась «Вперёд, Италия», а затем вернулся в возрождённую партию Берлускони).
9 июня 2019 года избран мэром Термоли, в сентябре 2020 года — главой администрации провинции Кампобассо.
25-26 июня 2023 года в Молизе состоялись региональные выборы, на которые Роберти пошёл во главе правоцентристской коалиции с участием, помимо ВИ,также партий Братья Италии, Il Molise che Vogliamo (Молизе, которую мы хотим), Мы умеренные, Пополяры за Италию, Лига за Сальвини премьера и Союз центра. Этот блок одержал уверенную победу с результатом 62,2 % (только СЦ с показателем 3,5 % не преодолел избирательный барьер) и получил 13 депутатских мандатов из 20. Остальные 7 достались левоцентристам во главе с Роберто Гравиной (крупнейшими участниками этого объединения стали Демократическая партия и Движение пяти звёзд).
6 июля 2023 года апелляционный суд Кампобассо утвердил в новых должностях всех избранных депутатов, а Роберти — в должности председателя региональной администрации.